# Steven Zhang
Steven Zhang, de son vrai nom  Zhang Kangyang (en chinois : 张康阳 張康陽), né le 21 décembre 1991 à Nankin, est un dirigeant sportif chinois.
Il était le président du club italien de football de l'Inter Milan.

## Biographie
Il est le fils de Zhang Jindong, le propriétaire du club via l'entreprise chinoise Suning Holdings Group.
Il fait ses études en Chine, à la "Nanjing Foreign Language School", puis s'envole pour les Etats Unis afin de les continuer à la "Mercersburg Academy". Diplômé il continuera ses études à la "Wharton School of the University of Pennsylvania". Les études terminées, il débute dans le monde du travail au sein de Morgan Stanley (banque d'investissement) à Hong-Kong.
Nommé président de l'Inter en 2016, il participe à la reconstruction du club en le ramenant au sommet lors de la saison 2020-2021 avec le titre de champion d'Italie, le 19e de l'histoire de l'Inter Milan.
Il devient ainsi le premier président non italien et le plus jeune  à remporter le titre de champion d'Italie.